# Schloss Strahlfeld

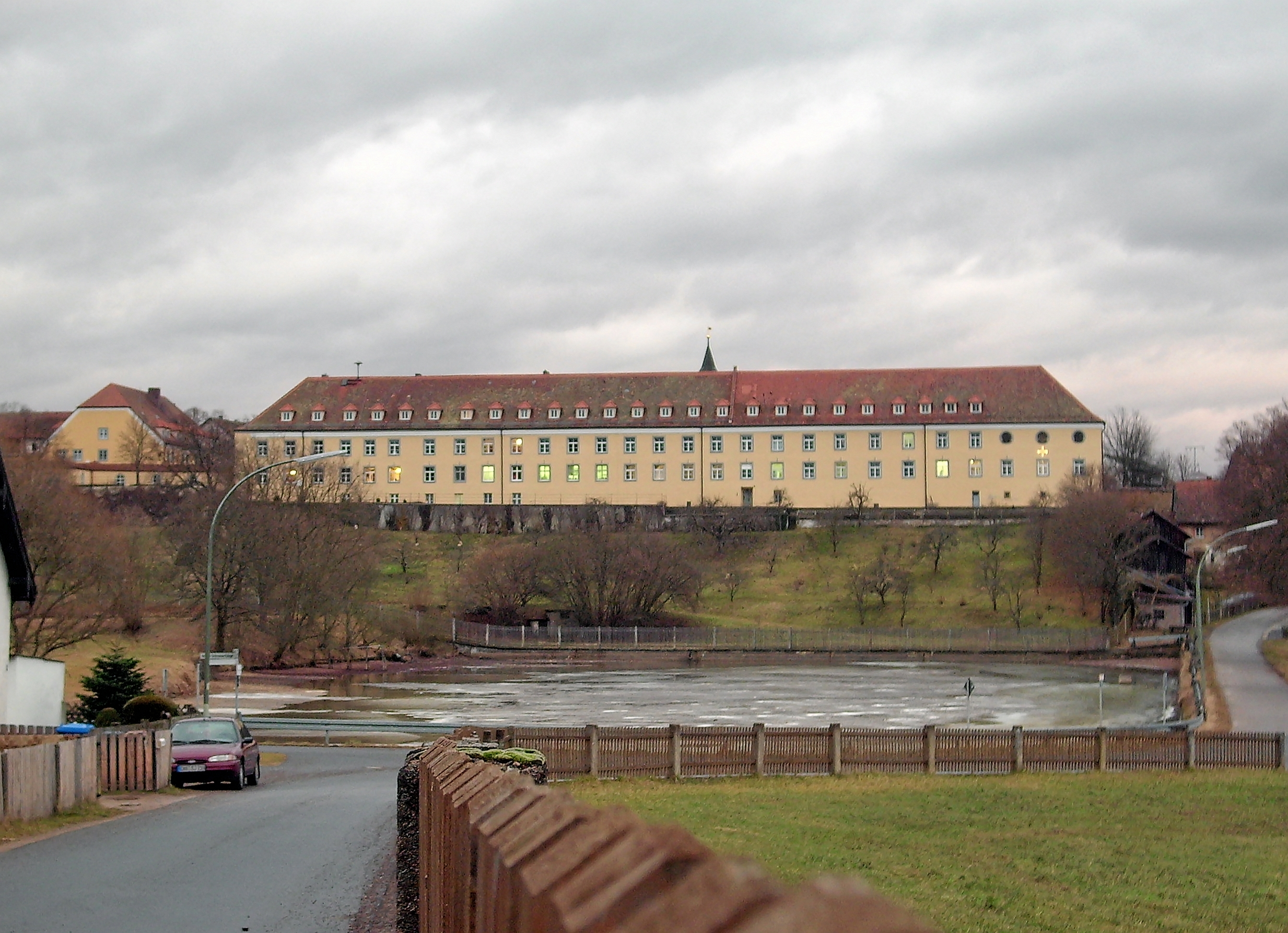
Schloss Strahlfeld – heute Kloster Strahlfeld

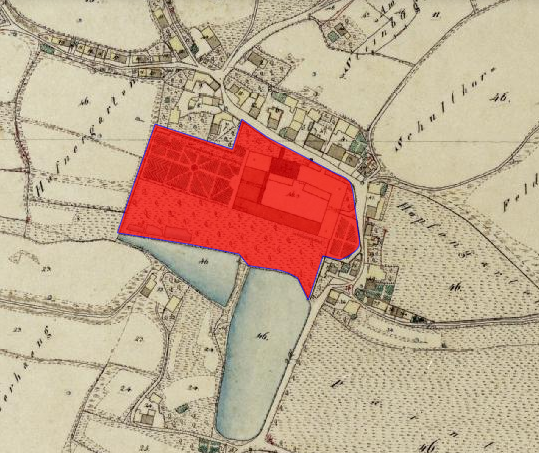
Lageplan von Kloster Strahlfeld auf dem Urkataster von Bayern

Das Schloss Strahlfeld befindet sich im gleichnamigen Gemeindeteil der Oberpfälzer Stadt Roding im Landkreis Cham (Am Jägerberg 2). Seit 1917 ist es zu dem Dominikanerinnenkloster Kloster Strahlfeld umgewidmet worden. Die Anlage ist unter der Aktennummer D-3-72-153-64 als Baudenkmal verzeichnet. „Archäologische Befunde des Mittelalters und der frühen Neuzeit im Bereich des ehem. Schlosses von Stahlfeld“ [sic!] werden zudem als Bodendenkmal unter der Aktennummer D-3-6741-0076 geführt.

## Geschichte
Im 13. und 14. Jahrhundert saß hier das ortsnamensgebende Geschlecht der Strahlfelder. Diese wurden am 19. Juni 1269 durch Herzog Ludwig II. von Bayern mit der Vogtei über das Nittenauer Gebiet des Bistums Bamberg beauftragt. Nach dem Aussterben der Strahlfelder im Mannesstamm kam das Gebiet an die Fronauer von Schwärzenberg. Friedrich Zenger heiratete die Tochter Peter Fronauers und kam so in den Besitz beider Hofmarken. Auf ihn folgt sein Sohn Hans, bereits 1460 zu Schwärzenberg belegt, der in der ältesten Landsassenmatrikel von 1488 auch als Besitzer von Strahlfeld genannt wird. 1503 scheint sein Sohn Christoph als Landsasse auf. Nach dessen Tod († 1520) folgt ihm sein Schwiegersohn Georg von Murach, der die Hofmarken Strahlfeld, Schwärzenberg, Kürnberg und Stamsried in einer Hand vereinigte. Nach seinem Tod gingen die Besitzungen an seinen Sohn Endres über, der 1563 in die Landsassenmatrikel eingetragen wurde. Nach seinem Testament von 1584 kam der Besitz an seinen Stiefsohn Johann Christoph Fuchs von Wallburg. 1604 ist hier dessen Schwager Hans Georg von Morolding, der das Erbe an Stelle des Hans Friedrich Fuchs abgetreten hat. Unter dem Moroldinger wird 1604 der Hofmarkskomplex mit allen Besitzungen und Rechten beschrieben.
1614 kauft Hans Friedrich Fuchs die Hofmark und erscheint 1615 zum Landtag. Dieser war Landmarschall in der Oberpfalz und erhielt von seinem Landesherren, dem Pfalzgraf und Kurfürst Friedrich V., verschiedene Privilegien, z. B. das Recht neben rotem Bier auch Weißbier für den Hausgebrauch und für seine Wirte zu brauen. Da Hans Friedrich Fuchs von Wallburg dem landesherrlichen Konversionsedikt nicht folgt, muss er 1629 als Landesmarschall zurücktreten; seine Ländereien verkaufte er an seinen Vetter Hans Georg von Weichs, der bereits 1628 Inhaber der Hofmark Strahlfeld war. Fuchs von Wallburg emigrierte nach Regensburg und schloss sich später den Schweden an. Er wurde 1633 des Hochverrats angeklagt und auf seinen Gütern wurde der Feldmarschallleutnant von der Wahl eingesetzt (dies war möglich, da der Kaufpreis noch nicht erlegt war). Erst nach dem Westfälischen Frieden konnten Johann Christoph Fuchs von Wallberg und seine Mutter Sabina um Restitution anfragen, was 1650 auch Erfolg hatte. Von Weichs konnte daraufhin die Hofmarken Strahlfeld, Schwärzenberg und Kürnberg wieder in Besitz nehmen. Ihm folgte sein Sohn Hans Jakob, der 1663 auf jegliche Entschädigung verzichtete. 1652 hat er die Besitzungen seiner Mutter Jakobine von Weichs, geborene Closen, verkauft. Diese beauftragte Friedrich von Knörring mit der Huldigung. 1653 wurde ihr Schwiegersohn Hans Franz Albrecht von Muggenthal Inhaber der Hofmark.
Ihm folgt 1696 wieder sein Schwiegersohn, der Landmarschall Dietrich Heinrich von Plettenberg, der mit Maria Margareta von Muggenthal verheiratet war. 1698 lässt er die Kirche und das Schloss Strahlfeld erbauen. Durch ihn wurde auch das Landsassengut Ödenkreuth mit Strahlfeld vereinigt. Nach seinem Tod († 1713) ging der Besitz an seine Witwe († 1742). Die Grabmale von Dietrich und Margarita von Plettenberg befinden sich bis heute in der Kirche. Bereits 1708 hatte der kinderlos gebliebene Plettenberg testamentarisch festgelegt, das Strahlfeld, Schwärzenberg, Kürnberg und Altenkreith nach dem Ableben seiner Gattin der Äbtissin Maria Lindmayer vom Karmelitenkloster München zum Kauf angeboten werden sollte und an zweiter Stelle dem Schottenkloster St. Jakob in Regensburg. Allerdings konnte sein Sohn Freiherr Friedrich Arnold von Plettenberg, der auf Stamsried lebte, 1742 die genannten Güter gegen eine Ablösesumme an sich bringen. Allerdings hatte er dem Schottenkloster nur einen Teilbetrag bezahlt, so dass dieses auf die Herausgabe der Hofmark Strahlfeld klagte und 1747 auch Recht bekam. Das Schottenkloster hat unmittelbar darauf von Strahlfeld Besitz genommen.
1804 brannten das Schloss und die Kirche zu Strahlfeld ab und wurden nur mehr teilweise wieder aufgebaut. Die Gerichtsbarkeit wurde 1818 eingezogen. 1865 kam der ganze Besitz durch Verkauf an den Staat, der in den folgenden Jahren die zugehörigen Waldungen und Felder an Private veräußerte. Nach Aufhebung des Schottenklosters 1862 wurden dessen Stiftungsgelder herausgegeben und damit eine Expositurkirchenstiftung gegründet und Strahlfeld wurde 1868 zu einer Expositur mit Tauf-, Trau- und Beerdigungsrecht. Während des Ersten Weltkrieges wurde das verfallene Schloss Strahlfeld von den Ordensschwestern Ignatia Hasslinger und Alacoque Moosmann erworben, um daraus ein Kloster der Missionsdominikanerinnen vom hl. Herzen Jesu zu gründen.

## Baulichkeit
Das ehemalige und denkmalgeschützte Schloss war ursprünglich eine Vierflügelanlage, bestehend aus zweigeschossigen (Halb-)Walmdachbauten. Im Kern stammt das Gebäude aus dem 17. Jahrhundert. Nach 1703 und nach 1804 wurde das Gebäude verändert und erweitert. Zu dem Ensemble gehört die ehemalige Schloss- und katholische Expositurkirche Hl. Dreifaltigkeit (St. Barbara). Diese ist ein Saalbau mit einem Satteldach, einem Dachreiter und Rahmengliederungen, die vermutlich um 1703 entstanden sind. Westlich davon liegt ein zweigeschossiger, traufständiger und neubarocker Halbwalmdachbau aus der Zeit um 1900.